# Movimento Príncipe Philip

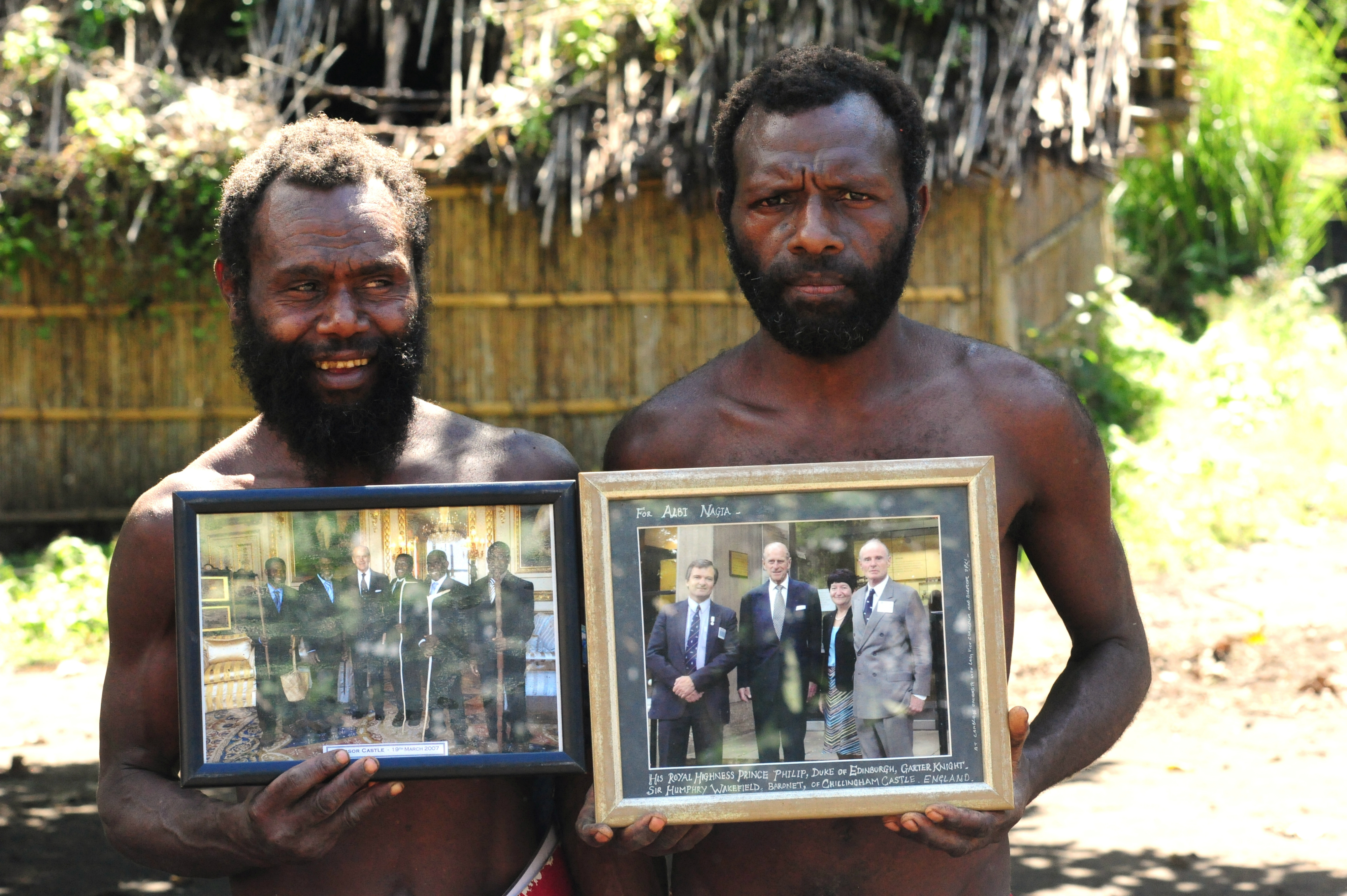
Pessoas de Yaohnanen mostram fotos de 2007 da visita ao Príncipe Philip

O Movimento Príncipe Philip é uma seita religiosa seguida pelo povo Kastom em torno dos vilarejos de Yaohnanen e Yakel, na ilha de Tanna, no sul de Vanuatu . É um culto à carga da tribo Yaohnanen, que acredita na divindade do Príncipe Philip, Duque de Edimburgo (1921–2021), o consorte da Rainha Elizabeth II.

## Origens
De acordo com os antigos contos Yaohnanen, o filho de um espírito da montanha viajou pelos mares para uma terra distante. Lá, ele se casou com uma mulher poderosa, mas um dia voltaria para eles. Às vezes, dizia-se que ele era irmão de John Frum.
O povo da região de Yaohnanen e Takel acredita na divindade do príncipe Philip, duque de Edimburgo, consorte da rainha Elizabeth II. Eles observaram o respeito que os guardas coloniais davam à rainha Elizabeth II e concluíram que seu marido, o príncipe Philip, deveria ser o filho mencionado em suas lendas.
Não se sabe ao certo quando essa crença surgiu, mas provavelmente foi em algum momento dos anos 1950 ou 1960. Ela foi fortalecida pela visita oficial do casal real a Vanuatu em 1974, ocasião em que alguns moradores tiveram a oportunidade de ver o príncipe Philip à distância. O príncipe não estava ciente da seita, mas ela foi trazida à sua atenção vários anos depois por John Champion, o comissário residente britânico nas Novas Hébridas .

## Interações com o Príncipe Phillip
Champion sugeriu que o príncipe Philip os enviasse um retrato de si mesmo. Ele concordou e enviou uma fotografia oficial assinada. Os aldeões responderam enviando-lhe uma clava tradicional feita para matar porcos chamada de nal-nal e pediram para que enviasse uma fotografia com ela. Atendendo ao pedido, o príncipe enviou uma fotografia sua posando com o bastão. Outra fotografia foi enviada em 2000. Todas as três fotos foram mantidas pelo chefe Jack Naiva, que morreu em 2009.
Anne, Princesa Real, visitou a Ilha Tanna em outubro de 2014. Ela é a única filha da Rainha Elizabeth II e do Príncipe Philip. Ela havia visitado Vanuatu em 1974, mas nunca havia viajado para a ilha. Charles, o Príncipe de Gales, visitou a ilha em 2018.
Em 27 de setembro de 2007, o Canal 4 transmitiu Meet the Natives, um reality show sobre cinco homens Tanna do Movimento Prince Philip em uma visita à Grã-Bretanha. A viagem culminou em um encontro não gravado com Philip no qual presentes foram trocados, incluindo uma nova fotografia do Príncipe.
A seita celebrou o casamento de 2018 do Príncipe Harry e Meghan Markle com uma festa, onde eles içaram a bandeira do Reino Unido, dançaram e comeram porcos. Os moradores inicialmente não sabiam do casamento, até que um agente de viagens da ilha transmitiu a mensagem após ser contatado pelo The Times.

## Reação à morte do Príncipe Philip
Em abril de 2021, a seita lamentou a morte do príncipe Philip. O chefe da aldeia Albi disse estar "imensamente, imensamente triste" por ele ter morrido e o líder tribal, o chefe Yapa, enviou suas condolências à família real e ao povo do Reino Unido. A bandeira do Reino Unido está hasteada a meio mastro no terreno do nakamal . Um período formal de luto foi declarado e muitos membros da tribo se reuniram em 12 de abril em uma cerimônia em memória do duque, onde os homens se revezaram para falar e prestar homenagem a ele. Durante as próximas semanas, os aldeões se reunirão periodicamente para conduzir rituais para o príncipe, que é visto como um "descendente oriundo de um espírito muito poderoso ou deus que vive em uma de suas montanhas". Eles conduzirão uma dança ritualística, farão uma procissão, exibirão memorabilia do duque e os homens beberão kava, uma bebida cerimonial feita com as raízes da planta kava. O período de luto culminará com uma "reunião significativa", onde uma grande quantidade de inhames e plantas de kava estarão em exibição. Espera-se que vários porcos sejam mortos para a cerimônia. Referindo-se à Rainha, o chefe Jack Malia disse que embora o duque esteja morto, eles ainda têm uma ligação com a 'mãe' da família real. Kirk Huffman, um antropólogo familiarizado com o grupo, disse que após o período de luto, o grupo provavelmente transferirá sua veneração para o príncipe Charles, que visitou Vanuatu em 2018 e se reuniu com alguns dos líderes tribais.

## Cobertura da mídia
Em 2010, o jornalista australiano Amos Roberts visitou Tanna e fez uma reportagem sobre a celebração local do 89º aniversário de Philip para o programa de revistas da SBS Dateline.
Em 2011, o povo da aldeia Yaohnanen participou de um episódio da segunda série de An Idiot Abroad com Karl Pilkington .
Em 2013, Man Belong Mrs Queen, um livro do escritor britânico Matthew Baylis investigou as origens históricas e antropológicas do movimento e fez um relato da própria estadia do autor na ilha de Tanna.
Kate Humble fala com os nativos sobre o movimento em Kate Humble: Into the Volcano, um documentário de TV sobre o Monte Yasur transmitido pela BBC Two em janeiro de 2015.
Em 2018, o podcast australiano Zealot documentou o Movimento Príncipe Philip no episódio 13.
O documentário de TV de 2018 de seis partes, The Pacific: In the Wake of Captain Cook with Sam Neill, incluiu um segmento apresentando o movimento Prince Philip.